# Proces-Verbaal (uitgever)
Proces-Verbaal is een Nederlandse uitgeverij en productiehuis, gevestigd in de Paraplufabrieken te Nijmegen. Proces-Verbaal legt zich toe op het publiceren van poëzie en het verlagen van de drempel om met poëzie in aanraking te komen door theater en (inter)actieve installaties, en het organiseren van evenementen rondom poëzie. Proces-Verbaal werd in 2014 opgericht door Jasper Serraris en Maurits Verhoef.

## Proces-Verbaal
Uitgeverij Proces-Verbaal geeft werk uit van Nederlandstalige dichters onder wie Yanaika Zomer, Maurits Verhoef, Jasper Serraris, Frank Fabian van Keeren, René Frese en Isis van Geffen. Jaarlijks publiceert de uitgeverij ongeveer drie bundels. Productiehuis Proces-Verbaal organiseert eigen jaarlijkse evenementen zoals de Expoëzitie tijdens de Poëzieweek en het Nijmeegse Boekengala tijdens de Boekenweek, maar staat ook op festivals zoals Oerol, Zwarte Cross en Lowlands.